# Porcellionides rogoulti
Porcellionides rogoulti är en kräftdjursart som beskrevs av Paulian de Felice1941. Porcellionides rogoulti ingår i släktet Porcellionides och familjen Porcellionidae. Inga underarter finns listade i Catalogue of Life.